# James John Edmund Guerin
John James Edmund Guerin, né le 4 juillet 1856 et mort le 10 novembre 1932 à Montréal, est un homme politique québécois. Il est maire de Montréal de 1910 à 1912.

## Biographie
John James Edmund Guerin fait ses études classiques au Collège de Montréal, puis en médecine à l'université McGill.  
Il est élu député libéral de Montréal (district No. 6) à l'Assemblée législative du Québec lors d’une élection partielle en 1895. Il est réélu en 1897 et en 1900. Au cours de ces deux mandats, il est ministre sans portefeuille dans les cabinets de Félix-Gabriel Marchand et Simon-Napoléon Parent. Il est défait aux élections provinciales de 1904.  
John James Edmund Guerin occupe la fonction de maire de Montréal de 1910 à 1912.
Il est élu député du Parti libéral du Canada dans la circonscription fédérale de Sainte-Anne en 1925. Réélu à l'élection de 1926, il est battu par John Alexander Sullivan à l'élection de 1930.
Après son décès en 1932, il est enterré au cimetière Notre-Dame-des-Neiges, à Montréal.

## Hommages
L'avenue Guérin a été nommée en son honneur, en 1972, dans la ville de Québec.